# Tmethis cisti
Tmethis cisti is een rechtvleugelig insect uit de familie Pamphagidae. De wetenschappelijke naam van deze soort is voor het eerst geldig gepubliceerd in 1787 door Fabricius.